# ترمي بشرر (رواية)
رواية ترمي بشرر للكاتب السعودي عبده خال الصادرة عام 2010 والفائزة بالجائزة العالمية للرواية العربية لعام 2010، وتتحدث عن المجتمعات بلسان شخص واعترافاته حيث يعمل في أحد القصور الغامضة في مدينة جدة، يسدي خدمات من نوع خاص لمالك القصر. يقول المؤلف عن الرواية واصفاً الفقر والغنى الفاحش فيها والتمازج بينهما: «هناك أقلام فاخرة بآلاف الريالات، وهناك أقلام تسعيرتها بنصف ريال، والقلم الغالي والرخيص قادر على كتابة ما يدور في خلد الممسك به. وبين الغنى الفاحش والفقر المدقع تهرس أجساد كثيرة كحشوة أو لبدة تخفي شراهة ذلك السحق»

## العنوان
عنوان الروایة مقتبس من القرأن "إنّها تَرمي بِشرَرٍ كَالقَصرِ، كأنّه جِمالةٌ صُفْرٌ " من سورة المرسلات، الآية رقم 32-33. يشير العنوان إلى الشرر الذي ينبعث من الرواية، التي تعري أصحاب القصور الأثرياء الفاسدين والمستبدين، والذين يدعون في الخطاب الرسمي أنهم يطبّقون أحكام الشّريعة، بينما الأحداث خلف الأسوار تفضح فسوقهم وعدوانهم.

## قصة الرواية
الرواية عبارة عن لوحة سوداوية بالغة القتامة، تكاد تخلو حتى من مساحات رمادية أو ظلال ألوان أخرى، نتابع اعترافات شخص يعمل في أحد القصور الغامضة في مدينة جدة يسدي خدمات من نوع خاص لمالك القصر: هو ببساطة يقوم بتأديب أعداء رجل الأعمال المفرط في الثراء من خلال اغتصابهم جنسيا، بينما تقوم طواقم تصوير بتصوير العملية كاملة. اما القصر هو هنا مسرح لمشاهد التحلل الإنساني والفساد والشر. ساكنوه ومرتادوه إما رجال أعمال فاسدون أو مومسات أو أشخاص مشوهون يقومون بأعمال تتطلب شخصيات تكون نفسياتها مخزنا للقاذورات، كما يقول المؤلف عبده خال.
تعد الرواية هي صوت للمهمشين، فشخصياتها نادرا ما تكون في دائرة الضوء وهي شخصيات بائسة، مشوهة، شبه معدمة، تقدم لك نمطا مغايرا تماما للمتوقع في مجتمع ارتبط اسمه بالثراء والروح المحافظة. فهي ترفع السجاد الفاخر لترينا ما كنس تحته من قاذورات لم تستطع أن تخفيها ديكورات القصر البديعة ولا تمكنت عطوره النفاذة من تغييب رائحتها القذرة. اعتبرت من الروايات العربية التي تتضمن تمظهرات التمرد.

## الشخصيات
- طلال الحذيفي، شاب فقير يعمل في قصر فخم بجدة، يُستغل لأداء مهام مهينة لصالح رجل أعمال فاسد.
- رجل القصر يمثل السلطة المنحلة خلف واجهة الترف
- الفتاة التي أحبها وتمثل البراءة المفقودة. ضحايا القصر،
- رجال يتم ابتزازهم بطرق غير أخلاقية، يكشفون عن وجه آخر للنفوذ.
- خدم القصر، فهم أدوات صامتة في شبكة الفساد. الشخصيات تجسد صراعًا بين الهامش والسلطة، الطهر والنجس، ضمن فضاء قاتم يفضح القيم الزائفة.

## الترجمة
نتيجة الفوز بالجائزة العالمية للرواية العربية ستترجم رواية «ترمي بشرر» إلى اللغة الإنجليزية من قبل المترجمين ماية تابت ومياكيل سكوت وتنشرها مؤسسة بلومسبري قطر للنشر في سنة 2012 